# Ruth Mangue
Ruth Mangue (sinh ngày 23 tháng 6 năm 1975) là một vận động viên chạy nước rút người Guinea Xích Đạo. Bà đã thi đấu ở nội dung 200 mét nữ tại Thế vận hội Mùa hè 1992.